# 九州山地
九州山地（日语：／ Kyūshū sanchi */?）是九州中部從東北向西南縱貫的山地。有「九州の屋根」（九州的屋脊）之稱。

## 領域
北限是臼杵-八代構造線（中央構造線）、南限是宮崎平原北部的斷層線、小林盆地北部、川內川流域北部。範圍橫跨大分縣南部、熊本縣球磨地方、宮崎縣北部、鹿兒島縣薩摩地方。最高峰是祖母山（標高1,756公尺）。
一般而言不包含九重山、阿蘇山、霧島山。

## 地質
九州山地的地層沿臼杵-八代構造線與佛像構造線呈條狀分布。全域地層多以秩父帶與四萬十層群為基礎，四萬十層群往北可細分為佐伯帶、蒲江帶、延岡帶。但是西南部多處被火山噴出物覆蓋，尚不清楚其地層帶分布。

## 山塊、山地
- 樅木山（佐賀關半島（日语：佐賀関半島））
- 佩楯山（日语：佩楯山）
- 場照山
- 祖母山（日语：祖母山）[6]
- 傾山（日语：傾山）[6]
- 大崩山（日语：大崩山）[6]
- 古祖母山（日语：古祖母山）[6]
- 向坂山[6]
- 國見岳（日语：国見岳 (熊本県・宮崎県)）[6]
- 上福根山[6]
- 江代山（津野岳）[6]
- 市房山（日语：市房山）[6]
- 石堂山[6]
- 行縢山（日语：行縢山）
- 尾鈴山（日语：尾鈴山）
- 石楠越
- 三方山
- 仰烏帽子山（日语：仰烏帽子山）
- 八代・球磨山地
- 白髪岳
- 國見山地（日语：肥薩火山群）
- 出水山地（日语：出水山地）
  - 紫尾山（日语：紫尾山）

## 盆地、峠
- 日豐海岸（日语：日豊海岸）
- 臼杵平野
- 佐伯平野
- 延岡平野
- 竹田盆地
- 三重盆地
- 緒方盆地（緒方平野）
- 五瀨川（日语：五ヶ瀬川）河谷
- 高千穗盆地
- 鹿川盆地
- 人吉盆地（日语：人吉盆地）
- 出水平野（日语：出水平野）
- 宗太郎峠（日语：宗太郎峠）
- 三國峠（日语：三国峠 (大分県)）
- 大河內峠